# GODDESS FAMILY CLUB
GODDESS FAMILY CLUB由著名動漫幸運女神中三位主要角色的聲優組成，分別是井上喜久子（ベルダンディー，Belldandy ）
、冬馬由美（ウルド，Urd）和久川綾（スクルド，Skuld）。

## 主要作品
- My Heart 言い出せない、Your Heart 確かめたい（OVA片頭曲）
- Congratulations!（OVA片尾曲）

## 外部連結
- Goddess Family Club at Seiyuu Database （页面存档备份，存于）